# Paratanytarsus paralaccophilus
Paratanytarsus paralaccophilus är en tvåvingeart som beskrevs av Gilka och Paasivirta 2006. Paratanytarsus paralaccophilus ingår i släktet Paratanytarsus, och familjen fjädermyggor. Arten är reproducerande i Sverige.